# Letanovce (przystanek kolejowy)
Letanovce – przystanek kolejowy we wsi Letanovce w kraju koszyckim na linii kolejowej nr 180 na Słowacji.